# Chris Ryan
Colin Armstrong MM (nascido em 1961), pseudônimo Chris Ryan, é um autor britânico, apresentador de televisão, consultor de segurança e ex-sargento do Serviço Aéreo Especial.
Após a publicação do livro Bravo Two Zero, de seu colega de patrulha Andy McNab, em 1993, Ryan publicou seu próprio relato de suas experiências durante a missão Bravo Two Zero em 1995, intitulado The One That Got Away. Desde que se aposentou do Exército Britânico, Ryan publicou vários livros de ficção e não-ficção, incluindo Strike Back, que foi posteriormente adaptado numa série de televisão pela Sky 1, e foi cocriador da série de ação Ultimate Force, da ITV. Ele também apresentou ou apareceu em vários documentários de televisão ligados às forças armadas ou policiais.

## Infância, educação e serviço militar
Ryan nasceu em Rowlands Gill, em Gateshead. Depois de frequentar a Escola Hookergate, alistou-se no Exército Britânico aos 16 anos. O primo de Ryan era membro da reserva do 23º Regimento SAS e o convidou para ir até lá e "ver como é estar no exército". Ryan fazia isso quase todo fim de semana, quase passando na seleção várias vezes, mas era jovem demais para fazer a "semana de teste". Quando atingiu idade suficiente, passou na seleção para o 23º SAS. Logo depois, começou a seleção para o Regimento regular do 22º SAS e se juntou ao Esquadrão 'B' como médico. Precisando de um regimento pai, Ryan e um ex-marinheiro que havia se juntado ao 22º SAS vindo da Marinha Real, passaram oito semanas no Regimento Paraquedista antes de retornarem ao Esquadrão 'B'.
Durante a década de 1980, ele fez parte de uma equipe SAS enviada à Tailândia pelo governo do Reino Unido para treinar o deposto e internacionalmente reconhecido Governo de Coalizão do Kampuchea Democrático (que incluía elementos do Khmer Vermelho) em táticas usadas contra as forças da República Popular do Kampuchea, apoiadas pelos vietnamitas, durante o conflito que se seguiu à invasão do Camboja pelo Vietnã em 1979. No entanto, Ryan e sua equipe foram devolvidos à Grã-Bretanha depois que o jornalista John Pilger publicou detalhes do desdobramento (classificado como secreto).

## Bravo Two Zero
Durante a Guerra do Golfo de 1991, Ryan foi membro da patrulha SAS de oito homens com o codinome Bravo Two Zero. A patrulha foi enviada ao Iraque para "coletar informações... encontrar uma boa LUP [posição deitada] e estabelecer um OP posto de observação]" na principal rota de abastecimento entre Bagdá e o noroeste do Iraque, e destruir os lançadores de transporte e montagem usados para lançar mísseis Scud.
A patrulha foi avistada pelos iraquianos e decidiu recuar para a Síria a pé. Ryan marchou 300 quilômetros até a fronteira síria no noroeste do Iraque. Esta foi a "fuga e evasão mais longa de um soldado do SAS ou de qualquer outro soldado", cobrindo 0km a mais do que o soldado do SAS Jack Sillito no Deserto do Saara em 1942.
Durante a sua fuga, Ryan sofreu ferimentos ao beber água contaminada com resíduos nucleares. Além de sofrer atrofia muscular grave, perdeu 16kg e não retornou às funções operacionais. Em vez disso, selecionou e treinou recrutas em potencial, antes de ser dispensado com honra do SAS em 1994.
Em 29 de junho de 1991, Ryan foi condecorado com a Medalha Militar "em reconhecimento aos serviços galantes e distintos no Golfo em 1991"; o prêmio não foi publicado até 15 de dezembro de 1998, juntamente com o anúncio igualmente atrasado da Medalha de Conduta Distinta de Andy McNab.

## Carreira pós-militar
Após deixar o SAS, Ryan escreveu The One That Got Away, que cobre o testemunho de seu relatório de patrulha da missão Bravo Two Zero. Tanto o relato dele quanto o de McNab foram duramente criticados pelo ex-membro territorial do SAS e explorador Michael Asher, que tentou refazer os passos da patrulha para a TV e alegou ter desmascarado ambos os relatos com a ajuda de seu amigo, o então sargento-mor regimental do SAS Peter Ratcliffe.
Ryan escreveu mais de 70 livros, tanto de ficção quanto de não-ficção. Muitas de suas obras são bem conhecidas, tais como obras de ficção como Strike Back (2007), que foi adaptada na série de TV, e Firefight (setembro de 2008). Ele também escreve livros de ficção para leitores adolescentes, incluindo a série Alpha Force e "Code Red", e escreveu uma novela romântica, The Fisherman's Daughter, sob o pseudônimo de Molly Jackson.
Além de escrever, Ryan contribuiu para diversas séries de televisão e videogames. Em 2002, Ryan cocriou e apareceu na série de ação da ITV, Ultimate Force, interpretando o comandante da Tropa Azul, Sargento Johnny Bell, na primeira temporada. Ele atuou como conselheiro militar no videogame IGI-2: Covert Strike.
Chris Ryan foi a estrela do programa Hunting Chris Ryan da BBC One em 2003, que mais tarde foi ao ar no Military Channel como Special Forces Manhunt. Em 2004, Ryan produziu vários programas intitulados Terror Alert: Could You Survive, demonstrando como sobreviver a desastres, incluindo inundações, ataques terroristas nucleares, apagões em massa e sequestros de aviões. Em 2005, Ryan apresentou um programa na Sky One chamado How Not to Die, detalhando como sobreviver a várias situações de risco de vida. Em 2007, Ryan treinou e gerenciou uma equipe de seis homens para representar a Equipe GB no Sure for Men's Extreme Pamplona Chase na Espanha durante a Corrida de Touros e também apareceu em um episódio da série de Derren Brown, Mind Control with Derren Brown, onde ele armou uma armadilha para Brown seguir com os olhos vendados. Ryan apresentou a série de televisão Elite World Cops, também transmitida como Armed and Dangerous, que foi ao ar na Bravo em 2008. No programa, Ryan passa um tempo com agências de segurança pública ao redor do mundo.

## Vida pessoal

### Livros
Ryan escreveu os seguintes livros:
| - The One That Got Away (1995) - Chris Ryan's SAS Fitness Book (1999) - Chris Ryan's Ultimate Survival Guide (2003) - Fight to Win: Deadly Skills of the Elite Forces (2009) - Safe: How To Stay Safe in a Dangerous World (2017) - The History of the SAS (2019) Agent 21 - Agent 21 (2010) - Reloaded (2012) - Codebreaker (2013) - Deadfall (2014) - Under Cover (2015) - Endgame (2016) Alpha Force - Survival (2002) - Rat-catcher (2002) - Desert Pursuit (2003) - Hostage (2003) - Red Centre (2004) - Hunted (2004) - Blood Money (2005) - Fault Line (2005) - Black Gold (2005) - Untouchable (2005) Code Red - Flash Flood (2006) - Wildfire (2007) - Outbreak (2007) - Vortex (2008) - Twister (2008) - Battleground (2009) | Danny Black - Masters of War (2013) - Hunter Killer (2014) - Hellfire (2015) - Bad Soldier (2016) - Warlord (2017) - Head Hunters (2018) - Black Ops (2019) - Zero 22 (2020) Extreme - Hard Target (2012) - Night Strike (2013) - Most Wanted (2014) - Silent Kill (2015) Geordie Sharp - Stand By, Stand By (1996) - Zero Option (1997) - The Kremlin Device (1998) - Tenth Man Down (1999) Jamie Carter - Outcast (2022) - Cold Red (2023) Josh Bowman - Manhunter (2021) Matt Browning - Greed (2003) - The Increment (2004) | Special Forces Cadets - Siege (2018) - Missing (2019) - Justice (2019) - Ruthless (2020) - Hijack (2020) - Assassin (2021) Strike Back - Strike Back (2007) A série é uma prequela do romance "Strike Back" (2007) - Deathlist (2016) - Shadow Kill (2017) - Global Strike (2018) - Red Strike (2019) - Circle of Death (2020) Quick Reads - One Good Turn (2008) Outros - The Hit List (2000) - The Watchman (2001) - Land of Fire (2002) - Blackout (2005) - Ultimate Weapon (2006) - Firefight (2008) - The Fisherman's Daughter (2009) (as Molly Jackson) - Who Dares Wins (2009) - The Kill Zone (2010) - Medal of Honor (2010) - Killing for the Company (2011) - Osama (2012) - Traitor (2024) - Second Strike (2025) |

## Filmografia
- Ultimate Force (2002) - SSgt Johnny Bell
- Hunting Chris Ryan (2003) - Ele mesmo
- Elite World Cops (2008) - Ele mesmo
- Chris Ryan's Strike Back (2010) - Oficial comandante